# Waking Up
| 전문가 평가       | 전문가 평가 |
| 총 점수           | 총 점수     |
| 출처              | 점수        |
| ----------------- | ----------- |
| 메타크리틱        | 61/100      |
| 평가 점수         |             |
| 출처              | 점수        |
| Allmusic          | [ 3 ]       |
| BBC               | mixed       |
| Billboard         | favorable   |
| The Guardian      | [ 6 ]       |
| Los Angeles Times | [ 7 ]       |
| Slant             | [ 8 ]       |
| Sputnikmusic      | [ 9 ]       |

《Waking Up》은 2009년 11월 17일, 인터스코프 레코드를 통해 발매된 미국의 팝 록 밴드 원리퍼블릭의 두 번째 스튜디오 음반이다. 엇갈린 평을 받았음에도 불구하고, 이 음반은 빌보드 200에서 21위로 정점을 찍었다.
리드 싱어 라이언 테더는 인터뷰에서 원리퍼블릭의 드러머였던 저로드 베티스가 시애틀에 있는 동안 음반 커버에 대한 아이디어를 생각해냈다고 말했다.

## 배경
원리퍼블릭의 데뷔 음반인 《Dreaming Out Loud》의 성공 이후, 그들은 2008년에 두 번째 음반 작업을 시작했다. 리드 싱어 라이언 테더는 2009년 7월 21일 밴드의 두 번째 음반이 2009년 8월 25일 그날로부터 5주 후에 완성될 것이라고 발표했다. 2009년 9월 6일, 밴드는 그들의 두 번째 음반 〈All the Right Moves〉의 첫 번째 싱글 음반의 낮은 퀄리티 버전을 올렸으며, 더 높은 퀄리티의 버전은 그들의 마이스페이스 페이지에서 찾을 수 있었다. 2009년 9월 8일, 밴드는 새 음반의 4곡의 샘플을 마이스페이스 페이지에 게시했다. 트랙리스트를 구성하기 위해 11곡이 발표되었는데, 2009년 11월 3일 아마존의 독일 사이트에서 공식적으로 확정되었다.

## 곡 목록
| #   | 제목                      | 작사·작곡                            | 재생 시간 |
| --- | ------------------------- | ------------------------------------ | --------- |
| 1.  | 〈Made for You〉          | 라이언 테더, 브렌트 커즐             | 4:18      |
| 2.  | 〈All the Right Moves〉   | 테더                                 | 3:58      |
| 3.  | 〈Secrets〉               | 테더                                 | 3:44      |
| 4.  | 〈Everybody Loves Me〉    | 테더, 커즐                           | 3:34      |
| 5.  | 〈Missing Persons 1 & 2〉 | 테더                                 | 4:59      |
| 6.  | 〈Good Life〉             | 테더, 커즐, 노엘 잔카넬라, 에디 피셔 | 4:13      |
| 7.  | 〈All This Time〉         | 테더, 커즐                           | 4:03      |
| 8.  | 〈Fear〉                  | 테더                                 | 3:48      |
| 9.  | 〈Waking Up〉             | 테더, 드류 브라운                    | 6:09      |
| 10. | 〈Marchin On〉            | 테더                                 | 4:13      |
| 11. | 〈Lullaby〉               | 테더, 커즐                           | 4:38      |

## 인증
| 국가                                                            | 인증     | 판매량/출하량 |
| --------------------------------------------------------------- | -------- | ------------- |
| 오스트리아 (IFPI 오스트리아)                                    | 플래티넘 | 20,000*       |
| 독일 (BVMI)                                                     | 플래티넘 | 200,000       |
| 싱가포르 (RIAS)                                                 | 플래티넘 | 10,000*       |
| 영국 (BPI)                                                      | 실버     | 60,000        |
| 미국 (RIAA)                                                     | 골드     | 662,000       |
| *판매량을 기반으로 한 인증 · 판매량+스트리밍을 기반으로 한 인증 |          |               |